# サンマリノ共和国憲法
サンマリノ共和国憲法 (サンマリノきょうわこくけんぽう、Constitution_of_San_Marino）は、2002年に改正された1600年の法令と1974年の市民権宣言である多くの立法文書に配布されている憲法である。
憲法制度は、ローマ法大全とローマ法の影響を受けている。主権国家の中の現存する最古の憲法の一つである。

## 1600年の法令
サンマリノ共和国の現在の法制度は、1600年10月8日に始まった。政府はカミッロ・ボネッリ (英語版)によって書かれた『Statuti』の編集に拘束力を与え、当時のサンマリノ政府の制度、実践、そして正義を網羅した。『Statuti』はラテン語で書かれ、6冊の本 (後述)に含まれていた。ラテン語のタイトルは「Statuta Decreta ac Ordinamenta Illustris Reipublicae ac Perpetuae Libertatis Terrae Sancti Marini」である。
1300年頃からサンマリノに役立っていた町の規則 (Statuti Comunali)は改正された。 大評議会などの既存の機関は、この時期から引き継がれた。この法令は、今日有効な全法律の基礎を形成しているため、既存の国家の中で最も古い憲法である可能性がある。

### 第一書
この書にはサンマリノの様々な評議会、裁判所、国家元首を含む多くの行政職、およびそれらに割り当てられた権限など62の記事が含まれている。最後の2つの記事では、法律がどのように公布されるかを含め、法律がどのように解釈され、変更されるかについて説明している。

### 第二書
『Civilium Causarum』と呼ばれるこの書には、75の記事が含まれている。前半では召喚令状、証拠、証人尋問、裁判費用を含む民法の手続きを規定している。後半では、未成年者、教育、公務員の給料、遺言等について説明されている。和解を促進する節と、弁護士の給与を規制する節とで分けられる。

### 第三書
この書は『Maleficiorum』と呼ばれ、74の記事で主に刑法を扱っている。犯罪行為の起訴は、国家のみに留保され、法律は刑罰が犯罪及び緩和状況に比例する公式を規定している。国とカトリック教会の資産を保護し、水源の汚染を防ぐことに特別な注意が払われている。

### 第四書
『De Appellationibus』と呼ばれるこの書には15の記事が含まれている。この書では、主に裁判官がどのように指名されるか、量刑の分類、控訴、上訴人の保証について説明されている。

### 第五書
『Extraordinarium』と呼ばれる5冊目の本には、多様な事項に関連する46の記事が含まれている。これらの記事には、食肉の販売、公衆衛生と健康、貯水池、道路などが含まれる。

### 第六書
この書には42の記事があり、損害賠償などについて説明されている。特に、家長は息子や家庭内労働者の行動に責任があると説明されている。

## 市民権宣言
1974年7月12日、サンマリノ国家元首は市民権の宣言とサンマリノの法律秩序の基本原則を含む法律に署名した。この宣言は、戦争の否認から始まり、人々が主権者であると述べ、三権分立法がサンマリノにどのように適用されるかを説明している。市民には法の下の平等や生命の尊厳、政治的自由、参政権を含む特定の権利が保証される。
ジョリ・ドゥルスマは、1974年の市民権宣言を共和国の基本法と表現している。
この宣言は2002年に改訂され、政府の組織に関する憲法上の詳細を提供し、権利宣言に関する法律の遵守を評価する責任を負う裁判所である規則の合憲性に関する保証者パネル (英語版)を設立した。